# Franz Schmidberger
Franz Schmidberger, né le 19 octobre 1946 à Riedlingen (Allemagne), est un prêtre catholique traditionaliste allemand. Personnalité importante du traditionalisme, il fonde en 1978 le séminaire international du Sacré-Cœur (de), puis succède à Marcel Lefebvre en tant que supérieur général de la Fraternité sacerdotale Saint-Pie-X en 1982, fonction qu'il occupe jusqu'en 1994. En juillet 2018, il est nommé conseiller général de la FSSPX par son supérieur général, l'abbé Davide Pagliarani.

## Biographie
Après avoir obtenu son diplôme en mathématiques à l'université Louis-et-Maximilien de Munich en 1972, il entre au séminaire traditionaliste d'Écône, en Suisse. Le 8 décembre 1975, il est ordonné par Marcel Lefebvre.
En 1977, il fonde le « Mouvement des jeunes catholiques », une aile de la FSSPX en Allemagne pour la jeunesse.
Professeur au séminaire de Weissbad, premier séminaire germanophone de la Fraternité sacerdotale Saint-Pie-X, il fonde en 1978 le séminaire international du Sacré-Cœur (de) qu'il installe au château de Zaitzkofen. Il en devient recteur jusqu'en 2003 et se voit nommer supérieur du district allemand de la FSSPX. 
Élu vicaire général par le chapitre général, il succède à Marcel Lefebvre en tant que supérieur général de la fraternité en 1982. Il choisit alors avec Marcel Lefebvre les quatre prêtres qui seront consacrés évêques pour la FSSPX le 30 juin 1988, c'est-à-dire Alfonso de Galarreta, Richard Williamson, Bernard Tissier de Mallerais et Bernard Fellay. Ce dernier lui succèdera comme supérieur général en 1994.  
En 2006, il est de nouveau nommé supérieur du district allemand de la société, puis, dès le 15 août 2013, il reprend ses fonctions de recteur au sein du séminaire qu'il a fondé.
Avec Fellay, il fait partie des membres de la FSSPX qui travaillent en faveur d'une pleine communion avec Rome.

## Position sur un ralliement à Rome
Selon lui, pour que la FSSPX retrouve sa pleine communion avec Rome, les « erreurs » du Concile Vatican II et sa « rupture » avec les autres concile doivent être reconnues par l'Église, la fraternité doit être autorisée à n'utiliser que les livres liturgiques de 1962 et, enfin, elle doit avoir un évêque issu de ses propres rangs.
Il souligne l'importance des négociations menées depuis 2009 avec Rome et concède qu'elles ont mis au jour certaines faiblesses de la FSSPX. Il souhaite une normalisation, mais rejette la faute sur le Vatican : « nous sommes dans une situation de nécessité si nous voulons préserver l'ancienne liturgie, l'ancien enseignement, l'ancienne discipline comme un tout et continuer à mener une vie vraiment catholique ».
Reconnaissant que le pape Benoît XVI a fait preuve d'une « certaine bienveillance » vis-à-vis de la fraternité, il estime que le pape François « va certainement finir par [la] normaliser complètement en lui conférant une structure canonique ». Il ajoute : « Sans doute, voit-il dans notre Fraternité une force qui peut participer activement à la ré-évangélisation nécessaire de partout. D’autre part notre œuvre correspond aujourd’hui à sa demande en ce qui concerne l’esprit de pauvreté ».